# اختطاف ميرسك ألاباما
اختطاف ميرسك ألاباما (بالإنجليزية: Maersk Alabama hijacking)‏ هي عدة عمليات قرصنة أدت فالنهاية إلى اختطاف سفينة حاويات أم في ميرسك ألاباما وأخذ طاقمها كرهائن من قبل قراصنة صوماليين في سواحل مدينة إيل (محافظة نوجال) بهدف الحصول على فدية. يعتبر هذا الاختطاف الأول لسفينة أمريكية منذ بداية القرن التاسع عشر. بدأ الاختطاف في 8 أبريل 2009، وانتهى في 12 أبريل 2009 بعد تدخل بحرية الولايات المتحدة وتحديدا فريق سيل 6 (SEAL Team Six). 

قصة هذه العملية سردت في كتاب واجب القبطان (A Captain's Duty) الذي صدر في 2010 من قبل ستيفان تالتي وريتشارد فيليبس، هذا الأخير كان قبطان السفينة أثناء عملية الاختطاف. اقتبست الأحداث فيما بعد في فيلم القبطان فيليبس (2013) والذي بطله توم هانكس. الجزء الذي تدخلت فيه قوات سيل فريق ستة الخاصة تم ضمها للعبة ميدل أوف أونر: وارفايتر.

## الأحداث
انطلقت سفينة الحاويات من ميناء صلالة في سلطنة عمان إلى مومباسا في كينيا بعد أن توقفت في جيبوتي، حاملة معها طاقما مكونا من 23 شخصا وحمولة 000 17 طن. في 8 أبريل 2009، قام أربعة قراصنة صوماليين بالهجوم على سفينة الحاويات، وذلك عبر سفينة صيد أف في وين فار 161 التايوانية التي سرقوها قبل أيام من سواحل السيشل. كانت أعمار القراصنة الأربعة تتراوح بين 17 و19 سنة، حسب وزير الدفاع الأمريكي روبرت غيتس.

تلقى أعضاء طاقم سفينة الحاويات إنذارا لمكافحة القرصنة، الذين كانوا قد تدربوا عليه قبل يوم واحد، وشمل تدريبهم استعمال أسلحة صغيرة والمعدات الضرورية. عندما أطلقت إنذار مكافحة القرصنة في 8 أبريل 2009، قام كبير المهندسين مايك بيري (Mike Perry) بمرافقة 14 من طاقم السفينة إلى غرفة آمنة شيدت لمثل هذه المخاطر. عندما اقترب القراصنة من السفينة، قام الطاقم بإطلاق قنابل متوهجة لإبعادهم. القبطان ريتشارد فيليبس (Richard Phillips) ومساعده الأول مات فيشر (Matt Fisher) قاما بتدوير الدفة عمدا، الشيء الذي سمح بإغراق قارب القراصنة.

بالرغم من ذلك، استطاع القراصنة الوصول للسفينة والدخول إليها. قام بيري بإطفاء كل أنظمة السفينة، مما جعلها في ضلام حالك. سرعان ما قام القراصنة بإلقاء القبض على القبطان فيليبس والبعض من أعضاء الطاقم، ولكنهم اكتشفوا أنهم غير قادرون على قيادة السفينة.

بقي بيري خارج الغرفة الآمنة، وفي يده سكين، منتظرا قدوم أحد القراصنة الذين يبحثون عن بقية أعضاء الطاقم، لإعادة تشغيل السفينة وتحويل وجهتها نحو الصومال.

استطاع بيري القبض على قائد القراصنة وأخذوه كرهينة بعد ملاحقة في غرفة المحرك المظلمة. قائد القراصنة عبد الولي موسى جرح جرحا عميقا في يده وهو يحاول إبعاد سكين بيري عن حنجرته. تم بعد ذلك تقييده ومداوة جرحه من قبل الملازم الثاني كين كوين (Ken Quinn).

بعد إمضاء عدة ساعات في الغرفة الآمنة عالية الحرارة، حاول طاقم السفينة القيام بعملية تبادل بين قبطان السفينة وقائد القراصنة، ولكن بعد تسلم قائدهم، لم يفي القراصنة بوعدهم ولم يسلموا قبطان السفينة. قام القبطان فيليبس بمرافقتهم نحو قارب النجاة لكي يريهم كيفية استعماله وقيادته، إلا أنهم سارعوا بالهروب آخذين معهم القبطان كرهينة.

في 8 أبريل 2009، أرسلت كل من المدمرة الأمريكية يو أس أس بينبريدج والفرقاطة يو أس أس هاليبرتون والتي كانت تحمل مروحتين على متنها، إلى خليج عدن لحل هذا المشكل. وصلت السفينتين يوم 9 أبريل 2009 في الصباح الباكر إلى سفينة حاويات أم في ميرسك ألاباما.

تم مرافقة ميرسك ألاباما إلى وجهتها الأولى مومباسا، أين تولى الكابتن لاري دي آشايم (Larry D. Aasheim) قيادة السفينة. القبطان فيليبس كان قد عوض آشايم في قيادة السفينة قبل عدة أيام. خطة القراصنة كانت انتظار قدوم سفن قراصنة أخرى لأخذ المزيد من الرهائن.

في 12 أبريل 2009، قناصة البحرية الأمريكية نافي سيلز أطلقوا النار على قارب النجاة وقتلوا ثلاثة قراصنة كانوا على متنه، بينما تم إنقاذ القبطان فيليبس الذي بقي حيا ولم يصب بأذى. القائد العسكري فرانك كاستلانو (Frank Castellano) تحصل على الإذن بإطلاق النار إذا تم تهديد حياة القبطان فيليبس بشدة، الشيء الذي حصل عندما وجه القراصنة سلاح أيه كيه-47 نحو ظهر فيليبس. قناصة نافي سيلز وتحديدا سيل فريق ستة أطلقوا ستة أو سبعة رصاصات من على ظهر المدمرة بينبريدج، قتل على إثرها القراصنة الثلاثة برصاصات في الرأس. جنود نافي سيلز كانوا قد وصلوا مساء الجمعة بعد أن قفزوا بالمظلات في المياه، غير بعيد عن الفرقاطة هاليبرتون، قبل أن ينتقلوا بعدها للمدمرة بينبريدج.

القرصان الرابع عبد الولي موسى كان قد صعد إلى المدمرة بينبريدج للتفاوض ومداواة جراحه. حكم عليه بعد ذلك في الولايات المتحدة ب33 سنة سجن.

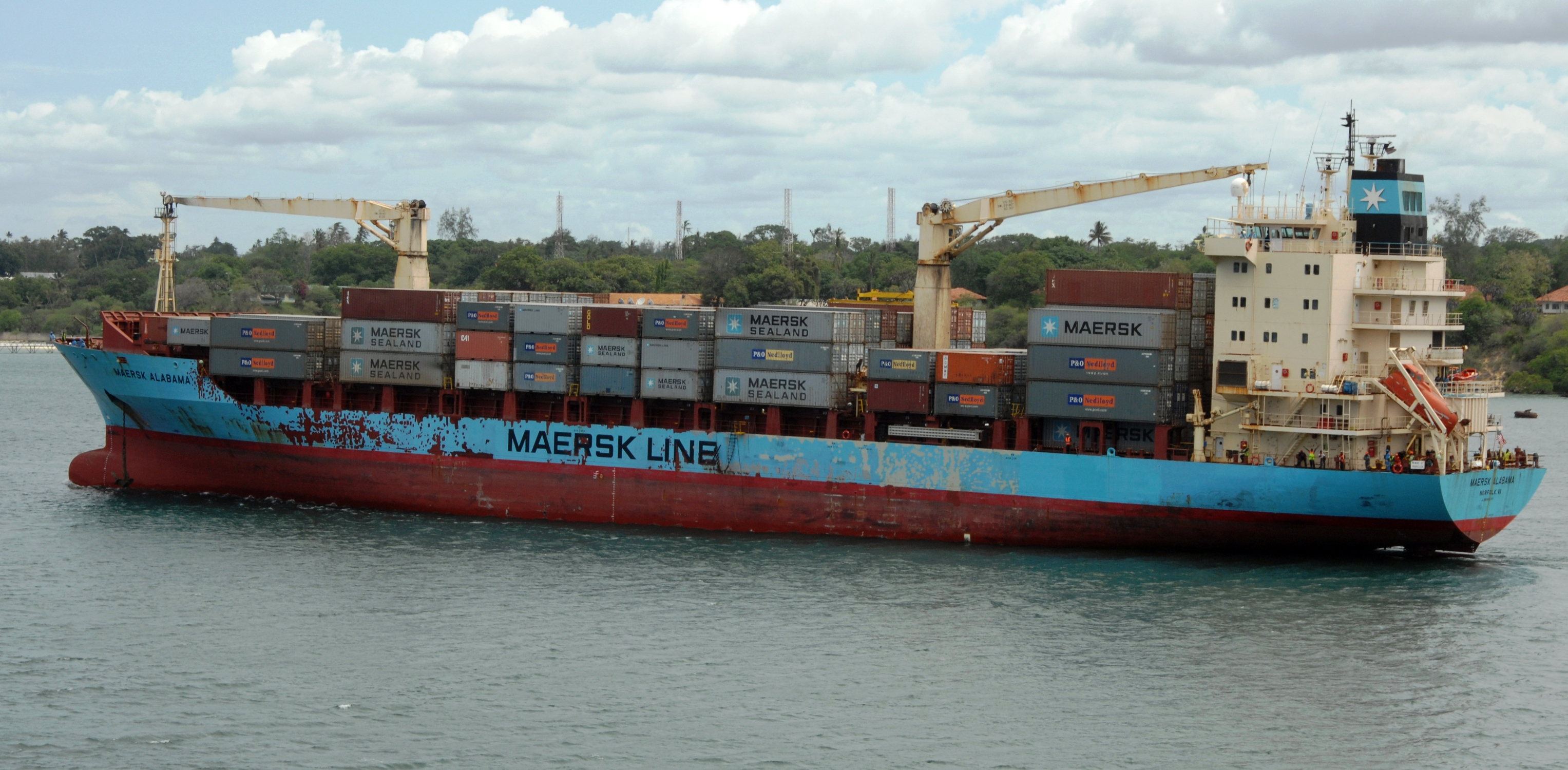
سفينة حاويات أم في ميرسك ألاباما أيام بعد الحادثة.
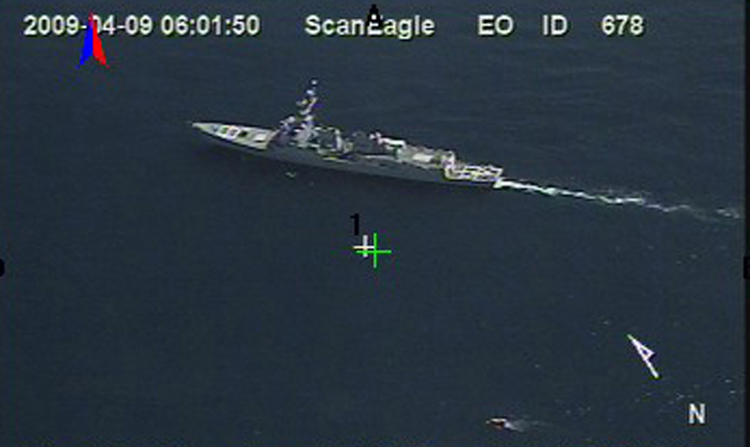
يو أس أس بينبريدج وهي تتبع قارب النجاة التابع لسفينة أم في ميرسك ألاباما.
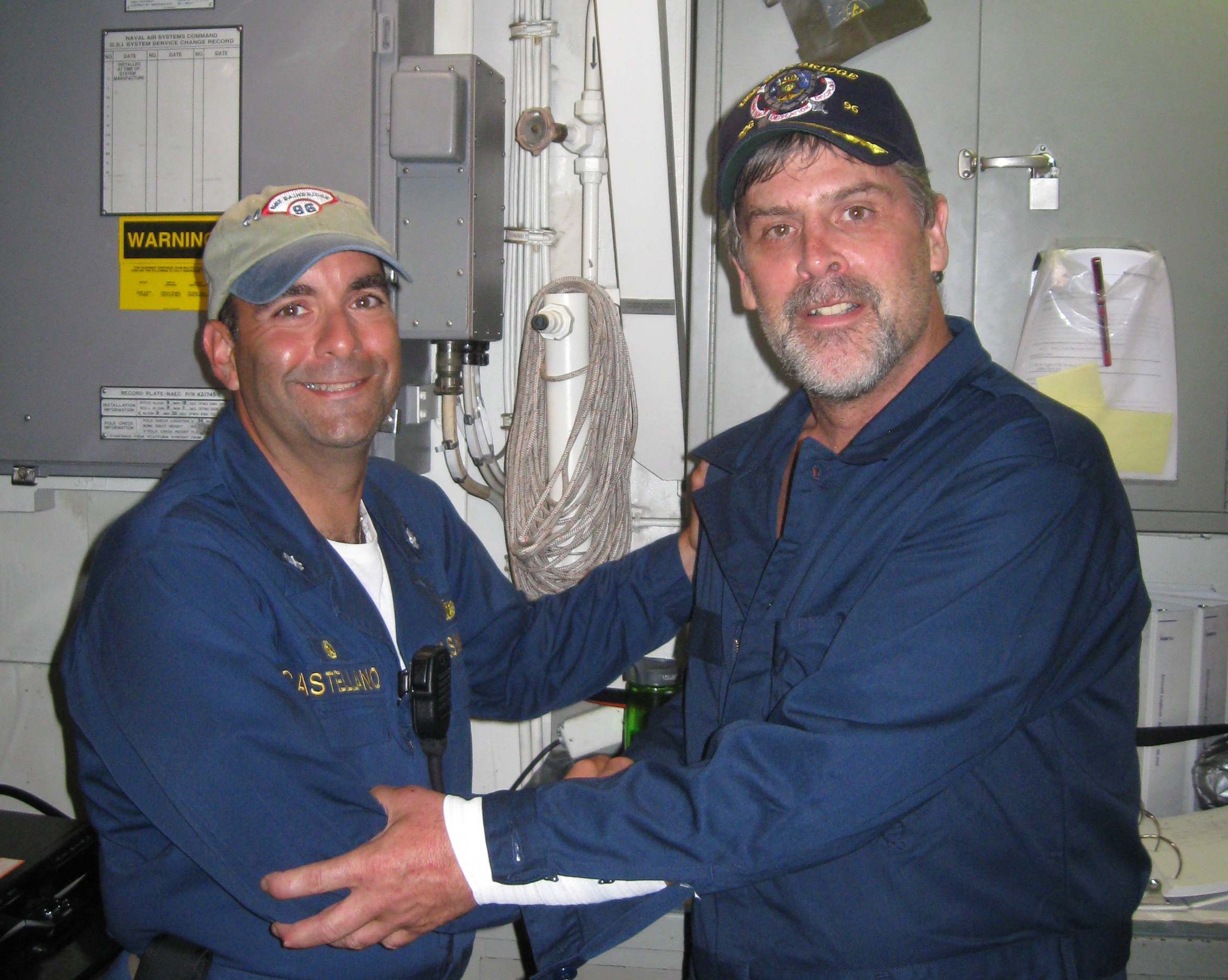
فرانك كاستلانو مع القبطان ريتشارد فيليبس.
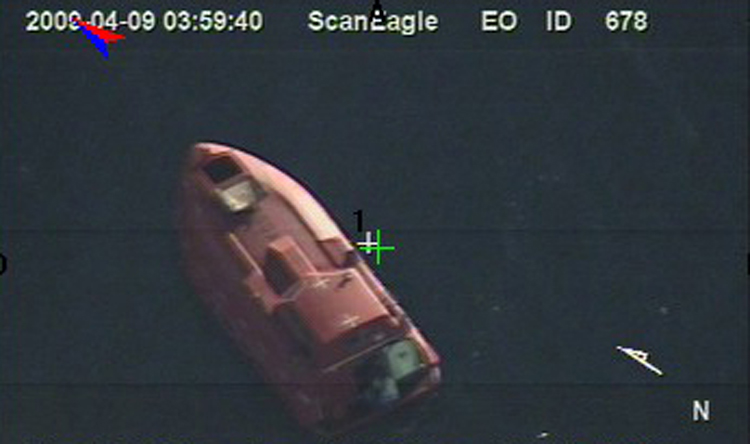
صورة جوية لقارب النجاة وبداخله القبطان فيليبس والقراصنة الأربعة، أخذت من قبل الطائرة بدون طيار بوينغ إنسيتو سكنا إيغل.
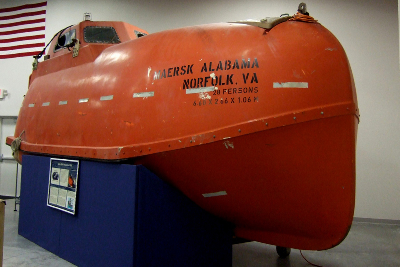
قارب نجاة أم في ميرسك ألاباما معروض في متحف البحرية الوطنية يو دي تي سيل.

## مقالات ذات صلة
- القرصنة في القرن الإفريقي
- القبطان فيليبس